# Agapetos
Agapetos war ein spätantiker oströmischer Kleriker und Schriftsteller, der in der 1. Hälfte des 6. Jahrhunderts lebte.

## Leben
Über das Leben des Agapetos – nicht zu verwechseln mit dem gleichnamigen Papst Agapitus I. oder Flavius Agapetus, dem weströmischen Konsul des Jahres 517 – ist wenig bekannt. Er war ein Diakon (wahrscheinlich an der Hagia Sophia in Konstantinopel) und lebte zur Zeit des Kaisers Justinian I., dessen Lehrer er nach Aussage einiger später Quellen gewesen sein soll.

## Werk und Wirkung
Agapetos verfasste vermutlich um 530 (einige Forscher favorisieren eine spätere Datierung) in altgriechischer Sprache einen „Fürstenspiegel“ für Justinian, die so genannte Ekthesis Kephalaion Parainetikon. Der Text, der Regeln aufführt, nach denen sich ein guter Kaiser richten solle, umfasst 72 kurze Artikel. Obwohl weder originell noch literarisch anspruchsvoll, entfaltete die vom (christlichen) Neuplatonismus beeinflusste Ekthesis eine weit über Ostrom und die Spätantike hinausreichende Wirkung: Im Mittelalter kursierten in ganz Europa Übersetzungen der Schrift, welche die Staatstheorie vieler Staaten nachhaltig prägte. Erstmals gedruckt wurde der Text bereits 1509, bis ins 18. Jahrhundert war er eine beliebte Schullektüre.

## Ausgaben und Übersetzungen
- Peter Bell (Übers.): Three Political Voices from the Age of Justinian: Agapetus - Advice to the Emperor; Dialogue on Political Science; Paul the Silentiary - Description of Hagia Sophia. Liverpool 2009 (englische Übersetzung).
- Wilhelm Blum (Übers.): Byzantinische Fürstenspiegel (= Bibliothek der griechischen Literatur. Band 14). Anton Hiersemann, Stuttgart 1981, ISBN 3-7772-8132-8, S. 59–80 (deutsche Übersetzung, ohne Originaltext)
- Agapetos Diakonos. Der Fürstenspiegel des Kaisers Justinianos. Erstmals kritisch herausgegeben von Rudolf Riedinger. Athen 1995 (mit paralleler deutscher Übersetzung des Textes). [keine kritische Ausgabe, vgl. G. Prinzing, Byzantinische Zeitschrift 91 (1998) 577–579]